# St. Georg (Friesenhausen)

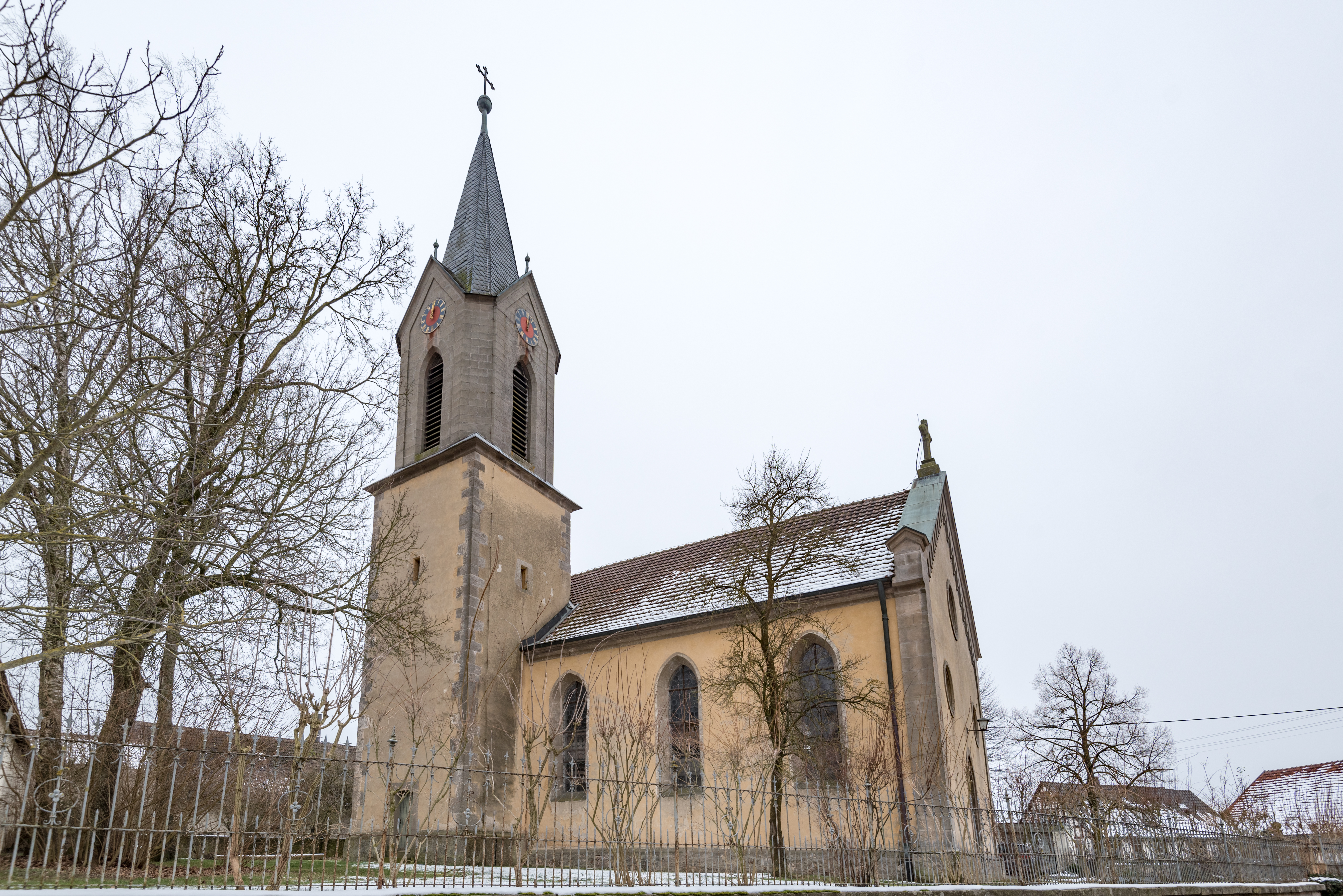
St. Georg (Friesenhausen)

Die evangelische Pfarrkirche St. Georg steht in Friesenhausen, einem Gemeindeteil von Aidhausen im unterfränkischen Landkreis Haßberge in Bayern. Das denkmalgeschützte Bauwerk wurde Anfang des 16. Jahrhunderts errichtet. Die Kirchengemeinde gehört zur Pfarrei Friesenhausen im Dekanat Rügheim im Kirchenkreis Bayreuth der Evangelisch-Lutherischen Kirche in Bayern.

## Beschreibung
Die 1521 gebaute Saalkirche, die im 18. und 19. Jahrhundert verändert wurde, besteht aus einem Langhaus und im Osten aus einem eingezogenen Chor mit 5/8-Schluss und einem Netzgewölbe. Der Chorflankenturm, der an der Nordwand des Chors steht, wurde nachträglich mit einem Geschoss aus Quadermauerwerk mit abgeschrägten Ecken, das die Turmuhr und den Glockenstuhl beherbergt, aufgestockt, und mit einem schiefergedeckten, spitzen Helm bedeckt. In der Fassade im Westen befindet sich das Portal.
Die Orgel mit 12 Registern, zwei Manualen und einem Pedal wurde 1898 von G. F. Steinmeyer & Co. gebaut.